# 東海国立大学機構
国立大学法人東海国立大学機構（とうかいこくりつだいがくきこう）は、名古屋大学と岐阜大学を運営している、日本の国立大学法人。略称は東海機構（とうかいきこう）

## 概要
国立大学法人法の改正を盛り込んだ学校教育法等の一部を改正する法律（令和元年法律第11号）をうけた、2020年（令和2年）4月の国立大学法人岐阜大学と国立大学法人名古屋大学の法人統合により、日本初の一法人複数大学制度による国立大学法人として設立された。現在この機構が岐阜大学と名古屋大学を運営している（国立大学法人法改正前は、1法人が1大学しか運営できなかった）。
両大学の個性ある発展を支えるとともに、両大学の強みから生まれるシナジーを大きく育てることで、社会課題、人類課題への貢献を目指し、教育・研究、地域創生に取り組んでいる。事業内容としては、法人の経営活動、両大学の教育・研究活動支援、連携拠点支援事業、基盤整備事業、社会連携事業を展開している。
2024年には、連携拠点支援事業としては６件目、量子フロンティア産業創出拠点（Q-BReD）を設立し、名大の量子化学イノベーションセンターと、岐阜大学医学部付属量子医学イノベーションリサーチセンターの連携を図る取り組みも行っている。

## 沿革
- 2004年（平成16年）4月：国立大学法人法により国立大学法人名古屋大学、国立大学法人岐阜大学設立。名古屋大学と岐阜大学はそれぞれの法人の設置する国立大学となる。
- 2018年（平成30年）
  - 3月：国立大学法人名古屋大学が指定国立大学法人に指定される。
  - 12月25日：国立大学法人名古屋大学と国立大学法人岐阜大学が、法人を統合することについて、合意書を締結[8][9]。
- 2019年（令和元年）5月17日：国会において「学校教育法等の一部を改正する法律」が成立。2020年度（平成22年度）にも「国立大学法人東海国立大学機構」を新設し、傘下にそれぞれの大学が入ることで、経営の効率化と研究・教育分野の強化を目指すことが発表された[10][11]。
- 2020年（令和2年）4月1日：国立大学法人東海国立大学機構が発足[12][注釈 2]。「国立大学法人名古屋大学」が指定国立大学法人であったため、機構が発足すると名古屋大学は自動的に指定国立大学に指定された[15]。初代の機構長は、第14代名古屋大学総長の松尾清一が就任[注釈 3]。
- 2024年（令和6年）12月12日：スタートアップへの出資・支援を行う第1号ファンド「東海研究開発1号投資事業有限責任組合」立ち上げを発表[17]。

## 設置している大学
- 岐阜大学[4]
- 名古屋大学[4]

## 組織
- 役員会[4]
  - 機構長[4]
  - 大学総括理事[4]
  - 理事[4]
- 役員等[4]
  - 副機構長[4]
  - 機構長補佐[4]
  - 副理事[4]
  - 監事[4]
- 機構長選考会議[4]
- 経営協議会[4]
- 本部[4]
  - 事務局[4]
    - 総務部[18]
    - 経営企画部[18]
      - 財務監[18]

    - 教育戦略部[18]
    - 研究戦略部[18]
    - 施設統括部[18]
    - 情報推進部[18]
    - 図書館事務部[18]
    - 経理事務センター[18]
    - 経営戦略室[18]

  - 運営支援組織[4]
  - 監査室[4]

## 法人の関係者

### 国立大学法人名古屋大学 学長
法人の学長は、大学の総長が兼ねていた。
- 初代： 平野眞一（2004年4月1日 - 2009年3月31日、名古屋大学第12代総長）
- 第2代：濵口道成 （2009年4月1日 - 2015年3月31日、名古屋大学第13代総長）
- 第3代：松尾清一（2015年4月1日- 2020年3月31日、名古屋大学第14代総長）

### 国立大学法人岐阜大学 学長
法人の学長は、大学の学長が兼ねていた。
- 初代：黒木登志夫（2004年4月1日 - 2008年3月31日、岐阜大学第10代学長）
- 2代：森秀樹（2008年4月1日 - 2014年3月31日、岐阜大学第11代学長）
- 3代：森脇久隆（2014年4月1日 - 2020年3月31日、岐阜大学第12代学長）

### 国立大学法人東海国立大学機構 機構長
- 初代：松尾清一（2020年4月1日 - 、2022年3月31日までは名古屋大学第14代総長）

### その他
- 森脇久隆（初代大学統括理事兼副機構長、岐阜大学第12代学長）
- 杉山直（第2代大学統括理事兼副機構長、名古屋大学第15代総長）
- 吉田和弘（第2代大学統括理事兼副機構長、岐阜大学第13代学長）

### 職員
- 大学教員[4]
- 附属学校教員[4]
- 事務職員[4]
- 技術職員[4]
- その他必要な職員[4]